# 卡賓光面介
卡賓光面介（学名：Xestoleberis kalbengensis）为光面介科光面介屬下的一个种。